# Laccornis conoideus
Laccornis conoideus är en skalbaggsart som först beskrevs av Leconte 1850.  Laccornis conoideus ingår i släktet Laccornis och familjen dykare. Inga underarter finns listade i Catalogue of Life.